# Santiago Molero
Santiago Molero (n. Ajofrín, Toledo, 4 de junio de 1975) es un actor español conocido por su papel de Cipri en la serie Águila Roja (TVE).

## Filmografía

### Televisión
| Año               | Título             | Personaje                | Cadena    | Datos         |
| ----------------- | ------------------ | ------------------------ | --------- | ------------- |
| 2000              | El comisario       |                          | Telecinco | 1 episodio    |
| 2006              | Fuera de control   | Pincha                   | La 1      | 13 episodios  |
| 2007              | Gominolas          | Germán                   | Cuatro    | 1 episodio    |
| 2005 - 2006; 2008 | Aída               | Juan Carlos              | Telecinco | 3 episodios   |
| 2005              | La familia Mata    |                          | Antena 3  | 1 episodio    |
| 2009 - 2016       | Águila Roja        | Cipriano "Cipri" Benítez | La 1      | 116 episodios |
| 2019 - 2020       | Mercado central    | Ignacio "Nacho" Salinas  | La 1      | 239 episodios |
| 2019              | Cuéntame cómo pasó | Doctor Morales           | La 1      | 2 episodios   |
| 2019              | 45 revoluciones    | Padre de Rober           | Antena 3  | 1 episodio    |
| 2020              | White Lines        | Antonio Sanchís          | Netflix   | 1 episodio    |
| 2022              | La noche más larga | Cardenal                 | Netflix   | 6 episodios   |
| 2023              | El silencio        | Padre de Marta           | Netflix   | 4 episodios   |
| 2023              | 4 estrellas        | Julián                   | La 1      | 5 episodios   |

### Cine
- 2021 - Las leyes de la frontera (Adaptación cinematográfica de la novela) - Padre de Ignacio Cañas (protagonista)
- 2016 - El hombre de las mil caras - Inversor
- 2011 - Águila Roja: la película - Cipri
- 2009 - XII premios Max de las artes escénicas (Telefilme) - Como el crítico
- 2007 - Oviedo Express - Como Joven Calle
- 2006 - El síndrome de Svensson - Ruperto
- 2001 - Gente pez

### Cortometajes
- 2018 - Space Mountain
- 2004 - Tú la llevas
- 2003 - Made in China. Como Cutronazo.
- 2002 - Ciclo. Como Ru.

- Datos: Q6121034